# Sebastian Berhalter
Sebastian Matthew Berhalter (Londres, Inglaterra, 10 de mayo de 2001) es un futbolista británico, nacionalizado  estadounidense, que juega como centrocampista en el Vancouver Whitecaps F. C. de la Major League Soccer.
Aunque nació en Inglaterra, representa a los Estados Unidos a nivel internacional.

## Trayectoria
Nacido en Londres (Inglaterra), Berhalter se crio en Columbus (Ohio). Entre 2012 y 2013 jugó en las categorías inferiores del Hammarby IF sueco, cuando su padre dirigía al equipo sénior.
Se unió a la cantera del Columbus Crew en 2014, escalando posiciones y disputando 103 partidos y marcando 11 goles. En 2019, Berhalter jugó fútbol universitario para los Tar Heels de la Universidad de Carolina del Norte, disputando 16 partidos.

### Columbus Crew
Berhalter fue anunciado como fichaje de cantera por el Columbus Crew de la Major League Soccer el 17 de enero de 2020. Debutó como profesional el 11 de julio de 2020 contra el F. C. Cincinnati durante el torneo MLS is Back en Orlando, Florida. Berhalter disputó nueve partidos con el Crew durante la temporada 2020, que terminó con su victoria en la Copa MLS.

#### Austin F. C. (Cedido)
El 3 de marzo de 2021, Berhalter se incorporó al Austin F. C. de la Major League Soccer en calidad de cedido para la temporada 2021. Debutó con el club el 24 de abril contra los Colorado Rapids, como suplente en la victoria por 3-1 a domicilio. Después de la temporada 2021, la opción de contrato de Berhalter fue rechazada por Austin y regresó a Columbus.

### Vancouver Whitecaps
El 4 de febrero de 2022, Berhalter fue traspasado al Vancouver Whitecaps F. C. a cambio de 50.000 dólares en concepto de asignación general y 50.000 dólares adicionales si se cumplían ciertas condiciones.
Durante la temporada 2023, disputó 37 partidos con los Whitecaps y marcó dos goles en todas las competiciones.

## Selección nacional
El 22 de mayo de 2025, Berhalter fue convocado por el seleccionador de Estados Unidos, el argentino Mauricio Pochettino, para una concentración en Chicago previa a los partidos contra Turquía y Suiza. Debutó en la Copa de Oro de la Concacaf 2025.

### Participaciones en Copas de Oro
| Mundial                         | Sede                    | Resultado  |
| ------------------------------- | ----------------------- | ---------- |
| Copa de Oro de la Concacaf 2025 | Estados Unidos · Canadá | Subcampeón |

## Vida personal
Es hijo del exentrenador del Columbus Crew y de la selección de fútbol de los Estados Unidos Gregg Berhalter y de la exjugadora de los Tar Heels de la Universidad de Carolina del Norte Rosalind «Roz» Berhalter, ganadora de cuatro campeonatos nacionales.

## Clubes
| Club                      | País           | Año           |
| ------------------------- | -------------- | ------------- |
| Columbus Crew             | Estados Unidos | 2020-2021     |
| Austin F. C.              | Estados Unidos | 2021          |
| Vancouver Whitecaps F. C. | Canadá         | 2022-presente |
| Whitecaps F. C. 2         | Canadá         | 2022          |

## Palmarés

### Títulos nacionales
| Título                          | Club                      | País           | Año  |
| ------------------------------- | ------------------------- | -------------- | ---- |
| MLS Cup                         | Columbus Crew             | Estados Unidos | 2020 |
| Campeonato Canadiense de Fútbol | Vancouver Whitecaps F. C. | Canadá         | 2022 |
| Campeonato Canadiense de Fútbol | Vancouver Whitecaps F. C. | Canadá         | 2023 |
| Campeonato Canadiense de Fútbol | Vancouver Whitecaps F. C. | Canadá         | 2024 |